# Emine Güler
Emine Güler es una deportista turca que compitió en taekwondo. Ganó una medalla de plata en el Campeonato Europeo de Taekwondo de 1988 en la categoría de –43 kg.

## Palmarés internacional
| Campeonato Europeo | Campeonato Europeo | Campeonato Europeo | Campeonato Europeo |
| Año                | Lugar              | Medalla            | Categoría          |
| ------------------ | ------------------ | ------------------ | ------------------ |
| 1988               | Ankara (Turquía)   | Medalla de plata   | –43 kg             |